# ГЕС Кастасенья
ГЕС Кастасегна — гідроелектростанція на сході Швейцарії. Становить нижній ступінь у гідровузлі Бергель, розташованому у верхів'ях річки Мера (права притока Адди, що через По належить до басейну Адріатичного моря), яка на цій ділянці дренує північний схил хребта Брегал'я (Bregaglia) та південний схил хребта Oberhalbstein Alps.
Ресурс на станцію подається із нижнього балансуючого резервуару ГЕС Löbbia. Він має об'єм 180 тис. м3 та створений на Мері за допомогою гравітаційної бетонної греблі висотою 18,5 метрів та довжиною 90 метрів, на спорудження якої пішла 41 тис. м3 матеріалу. Звідси до машинного залу через гірський масив правобережжя річки прокладено дериваційний тунель довжиною 12 км, який забезпечує напір у 733 метри. Основне обладнання станції, введеної в експлуатацію у 1959 році, первісно складалось із двох турбін типу Пелтон потужністю по 36 МВт. У 1979/1980 їх модернізували зі збільшенням потужності до 50 МВт.